# قول تبه رشيد
قول تبه رشيد وهي قرية تقع في ناحية قوشتبة في قضاء سهل أربيل في محافظة أربيل شمال العراق.